# Потпорањ
Потпорањ је насеље у Србији у граду Вршцу у Јужнобанатском округу. Према попису из 2022. било је 211 становника.
Овде се налази Црква Вазнесења Христовог у Потпорњу. Овде се налази археолошки локалитет Кремењак који припада винчанској култури.

## Историја
Током историје Подпорањ мења своје име:
- 1666 — Подпоран
- 1911 — мађ. Porány
- 1922 — Потпорањ

Калуђери српског манастира Пећке патријаршије посетили су село Подпоран 1666. године. Изашао им је у сусрет кмет Станимир и дао у име прилога села 1000 аспри "на благословеније". Ово насеље се јавља и око 1690—1700. године под именом Подпоран, а нешто источније од садашњег насеља, како на једној карти из 1716. а 1713. године било је 29 кућа. Године 1717, подигнута је црква брвнара. Аустријски царски ревизор Ерлер је 1774. године констатовао да место "Потпоран" припада Вршком округу и дистрикту. Становништво је било измешано српско и влашко.
Када је насеље имало око 300 становника добило је цркву 1885. године, школу 1902. године, а железничка станица је отворена 1908. године.
У подпорањској цркви чувао се једно руком писано старо јеванђеље из 1650. године. Источно од Подпорња, на Гузијани је поље Андрејача, на коме је било насеље Св. Андреја, које се помиње 1362. и 1383. године. Али се већ 1407. то место бележи као “terra“.
- Популација кроз историју[5] .

| Година     | 1869. | 1880. | 1890. | 1900. | 1910. |
| Становника | 382   | 369   | 434   | 482   | 567   |

## Демографија
У насељу Потпорањ живи 260 пунолетних становника, а просечна старост становништва износи 43,8 година (43,8 код мушкараца и 43,7 код жена). У насељу има 111 домаћинстава, а просечан број чланова по домаћинству је 2,80.
Ово насеље је великим делом насељено Србима (према попису из 2002. године), а у последња три пописа, примећен је пад у броју становника.
|  |

| Демографија | Демографија | Демографија |
| Година      | Становника  | Становника  |
| ----------- | ----------- | ----------- |
| 1948.       | 590         |             |
| 1953.       | 598         |             |
| 1961.       | 637         |             |
| 1971.       | 507         |             |
| 1981.       | 453         |             |
| 1991.       | 390         | 353         |
| 2002.       | 311         | 343         |

| Етнички састав према попису из 2002.‍ | Етнички састав према попису из 2002.‍ | Етнички састав према попису из 2002.‍ | Етнички састав према попису из 2002.‍ | Етнички састав према попису из 2002.‍ |
| ------------------------------------ | ------------------------------------ | ------------------------------------ | ------------------------------------ | ------------------------------------ |
|                                      |                                      |                                      |                                      |                                      |
| Срби                                 | Срби                                 |                                      | 293                                  | 94,21%                               |
| Румуни                               | Румуни                               |                                      | 5                                    | 1,60%                                |
| Мађари                               | Мађари                               |                                      | 5                                    | 1,60%                                |
| Црногорци                            | Црногорци                            |                                      | 2                                    | 0,64%                                |
| Словенци                             | Словенци                             |                                      | 1                                    | 0,32%                                |
| Руси                                 | Руси                                 |                                      | 1                                    | 0,32%                                |
| непознато                            | непознато                            |                                      | 2                                    | 0,64%                                |

| Година пописа     | 1948. | 1953. | 1961. | 1971. | 1981. | 1991. | 2002. |
| ----------------- | ----- | ----- | ----- | ----- | ----- | ----- | ----- |
| Број домаћинстава | 129   | 147   | 198   | 136   | 126   | 119   | 111   |

| Број чланова      | 1  | 2  | 3  | 4  | 5 | 6 | 7 | 8 | 9 | 10 и више | Просек |
| ----------------- | -- | -- | -- | -- | - | - | - | - | - | --------- | ------ |
| Број домаћинстава | 37 | 24 | 16 | 14 | 8 | 4 | 7 | 0 | 1 | 0         | 2,80   |

| Пол    | Укупно | Неожењен/Неудата | Ожењен/Удата | Удовац/Удовица | Разведен/Разведена | Непознато |
| ------ | ------ | ---------------- | ------------ | -------------- | ------------------ | --------- |
| Мушки  | 134    | 25               | 82           | 15             | 11                 | 1         |
| Женски | 136    | 21               | 77           | 26             | 7                  | 5         |
| УКУПНО | 270    | 46               | 159          | 41             | 18                 | 6         |

| Пол    | Укупно                    | Пољопривреда, лов и шумарство | Рибарство                            | Вађење руде и камена | Прерађивачка индустрија       |
| ------ | ------------------------- | ----------------------------- | ------------------------------------ | -------------------- | ----------------------------- |
| Мушки  | 86                        | 67                            | 0                                    | 0                    | 6                             |
| Женски | 39                        | 33                            | 0                                    | 0                    | 1                             |
| УКУПНО | 125                       | 100                           | 0                                    | 0                    | 7                             |
| Пол    | Производња и снабдевање   | Грађевинарство                | Трговина                             | Хотели и ресторани   | Саобраћај, складиштење и везе |
| Мушки  | 1                         | 0                             | 3                                    | 0                    | 0                             |
| Женски | 0                         | 0                             | 3                                    | 1                    | 0                             |
| УКУПНО | 1                         | 0                             | 6                                    | 1                    | 0                             |
| Пол    | Финансијско посредовање   | Некретнине                    | Државна управа и одбрана             | Образовање           | Здравствени и социјални рад   |
| Мушки  | 0                         | 0                             | 2                                    | 1                    | 2                             |
| Женски | 0                         | 0                             | 0                                    | 0                    | 0                             |
| УКУПНО | 0                         | 0                             | 2                                    | 1                    | 2                             |
| Пол    | Остале услужне активности | Приватна домаћинства          | Екстериторијалне организације и тела | Непознато            | Непознато                     |
| Мушки  | 2                         | 0                             | 0                                    | 2                    | 2                             |
| Женски | 1                         | 0                             | 0                                    | 0                    | 0                             |
| УКУПНО | 3                         | 0                             | 0                                    | 2                    | 2                             |